# Dinamo Bukareszt (piłka siatkowa kobiet)
Dinamo Bukareszt – żeński klub piłki siatkowej z Rumunii. Swoją siedzibę ma w Bukareszcie. Występuje w Divizia A1. Został założony w 1948 roku.
W sezonie 2010/2011 w klubie występowała Polka Milena Rosner, a od sezonu 2011/2012 barw klubu broniły inne Polki: Iwona Waligóra, Anna Podolec, które w trakcie sezonu rozwiązały swoje kontrakty oraz Sylwia Wojcieska.

## Sukcesy
Mistrzostwo Rumunii:
- 1957, 1958, 1960, 1961, 1962, 1963, 1966, 1967, 1969, 1975, 1976, 1977, 1978, 1979, 1980, 1981, 1982, 1983, 1984, 1985, 1989
- 1988, 2007, 2008, 2013, 2014, 2020
- 2000, 2001, 2002, 2003, 2004, 2006, 2009, 2010, 2011, 2012, 2021, 2025[2]

Puchar Europy Zdobywczyń Pucharów:
- 1974

Puchar Rumunii:
- 2010, 2012

## Skład na sezon 2013-2014
- 01  Diana Nenowa
- 02  Irina Andreica
- 03  Ana-Maria Ștefan
- 04  Claudia Lupescu
- 05  Alida Marcovici
- 06  Cwetelina Zarkowa
- 07  Liana Smărăndache
- 08  Loredana Filipaș
- 09  Nicole Davis
- 10. Ioana Baciu
- 11. Diana Cărbuneanu
- 13. Marija Karakaszewa
- 14. Daniela Mincă
- 15. Mirela Corjeauțanu
- 16. Mihaela Pamfil

## Reprezentantki Polski grające w klubie
- Milena Rosner
- Anna Podolec
- Iwona Waligóra
- Sylwia Wojcieska